# Derbendžijové

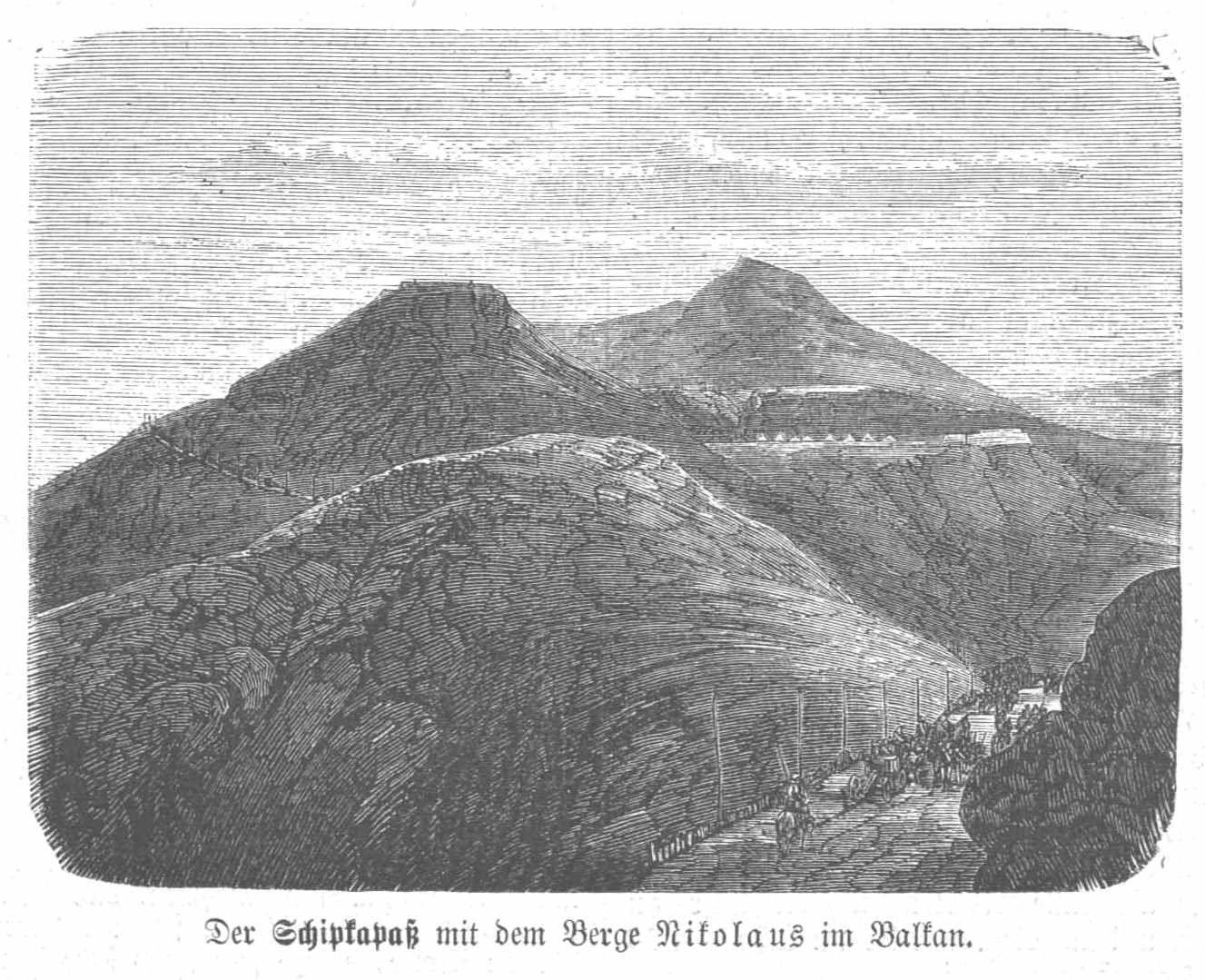
Průsmyk Šipka na rytině z roku 1878

Derbendžijové (turecky derbentçi) byli kategorií závislého obyvatelstva v zemích pod osmanskou nadvládou, které bylo pověřováno zvláštními povinnostmi střežit horské průsmyky. Na oplátku za tuto službu byli derbendžijové osvobozeni od některých forem feudální renty splatné státu, ale byli zahrnuti do timarského systému a platili daň představující 1⁄10 zemědělské produkce a některé další poplatky.

## Etymologie
Slovo je odvozeno z perštiny, kde dar-band‎ znamená průsmyk, brána nebo zavírač dveří.

## Historie
Status derbendžijů byl zaveden nebo nakonec i ustálen vládou Sulejmana I. Tato kategorie křesťanského obyvatelstva měla povinnost střežit horské průsmyky před útoky banditů a zajišťovat týlový průchod vojenských jednotek při pochodech a manévrech. Byli organizováni ve vojenské struktuře s vlastními symboly a vlajkami a jejich vůdce, derventci-baş, měl hodnost paši a sídlil v hlavním městě. Derbendžijové požívali zvláštních privilegií a daňových úlev ve srovnání se zbytkem křesťanské populace – neplatili žádné mimořádné daně nad rámec daně z hlavy (džizja). Byli obdařeni zvláštními fermany, platili poloviční tribut a menší daň z obilí a byli osvobozeni od veškerých jiných úmorných povinností. Derbendžijská povinnost se nejčastěji dědila v rámci jedné rodiny a v případě nepřítomnosti synů mohl funkci zaujmout jiný příbuzný – synovec nebo zeť v matrice uvedeného. V prvních stoletích osmanské nadvlády měly status derbendžijů celé osady. Později se v těchto osadách kvůli privilegiím usadilo mnoho přistěhovalců odjinud, což si vyžádalo omezení derbendžijských privilegií pouze na ty rodiny z domorodého obyvatelstva, které tuto službu tradičně vykonávaly.
Derbendžijští strážci byli rozmístěni na nebezpečných místech, kde si stavěli slaměné chatrče. Když hrozilo nebezpečí z lesa nebo ze silnice, bili na bubny; byli-li lupiči spatřeni, bylo celé okolí upozorňováno nepřetržitým tlučením na buben. Zpočátku nosili pouze lehké zbraně a později i pistole. Významnou část těchto jednotek tvořili křesťané, kterým bylo z důvodu jejich služby dovoleno jezdit na koních a nosit zbraň ale pouze konvenčního typu. V předvečer Trnovského povstání byli derbendžijové u staroplaninských průsmyků vyzbrojeni střelnými zbraněmi.
Vzhledem k hornatému reliéfu se derbendžijové vyskytovali všude na Balkáně, například na území dnešní Severní Makedonie mělo derbendžijský status nejméně 175 vesnic. Nejvíce údajů o jejich činnosti se dochovalo na východě Balkánu. Typickým derbendžijským městem bylo Gabrovo, kde se dochovaly kompletní jmenné rejstříky derbendžijského obyvatelstva s popisem jeho privilegií z let 1515 a 1544.

Z přelomu 18. a 19. století existuje svědectví svobodného pána von Hammer-Purgstall:
...ve Vidinském, Silisterském a Nikopolském sandžaku platí derbendžijové ispenče 12 asper a nemělo by se jim brát ani seno, ani sláma, ani chléb, ani kuře.
Derbendžijové byli špatně motivováni, a proto se nemohli vyrovnat vycvičeným a lépe vyzbrojeným vojákům, takže zejména od začátku úpadku Osmanské říše na konci 17. století museli Osmané najímat žoldnéře, aby zajistili jejich loajalitu. Postavení derbenžijů bylo ukončeno v roce 1831 zrušením systému timarů.